# Omnia probate, quod bonum est tenete
La locuzione latina Omnia probate, quod bonum est tenete, tradotta letteralmente, significa  "Esaminate ogni cosa, tenete ciò che è buono."
Tradotta dal greco, si trova nella Prima Lettera ai Tessalonicesi (5, 21) di San Paolo.
Esorta ad avere curiosità verso ogni cosa e a possedere lo spirito critico per giudicare ciò che è bene e quindi perseguirlo.